# داريو سيوني
داريو سيوني (بالإيطالية: Dario David Cioni)‏ مواليد 2 ديسمبر 1974 في قراءة، باركشير، إنجلترا، المملكة المتحدة، هو دراج إيطالي سابق.

## سجل المراكز
- المركز الـ 3 في طواف سويسرا 2004
- المركز الـ 4 في طواف إيطاليا 2005
- المركز الـ 13 في طواف إيطاليا 2005

## روابط خارجية
- داريو سيوني على موقع الاتحاد الدولي للدراجات (الإنجليزية)
- داريو سيوني على موقع أرشيف الدراجات (الإنجليزية)
- داريو سيوني على موقع نسبة الدراجات (الإنجليزية)
- داريو سيوني على موقع CycleBase (الإنجليزية)